# Vladimír Coufal
Vladimír Coufal, född 22 augusti 1992, är en tjeckisk fotbollsspelare som spelar för West Ham United i Premier League. Sedan 2017 representerar han även Tjeckiens landslag.